# Drobie
La Drobie  est une rivière cévenole aux eaux vives et limpides du département français de l'Ardèche et de la région Auvergne-Rhône-Alpes. C'est un affluent de la Beaume en rive droite, donc un sous-affluent de l'Ardèche et du Rhône.
Dans sa partie amont elle porte le nom de ruisseau de la femme-morte,.

## Géographie
De 22,8 km de longueur, elle prend sa source à 1 160 m d'altitude sous le nom de ruisseau de la femme-morte sur les contreforts nord des Cévennes, à la pointe nord de la corniche du Vivarais Cévenol dans le Parc naturel régional des Monts d'Ardèche, à l'ouest de la Croix de la femme Morte (1 178 m).
La rivière serpente d'ouest en est sur une longueur de 23 km pour se jeter dans la Beaume au niveau du lieu-dit les Deux Aygues, à 209 m d'altitude.
Cette rivière pittoresque des Cévennes coule à travers des gorges profondes et sauvages.

### Communes et cantons traversés
Dans le seul département de l'Ardèche, la Drobie traverse les six communes suivantes de l'amont vers l'aval : Montselgues (source), Sablières, Saint-Mélany, Saint-André-Lachamp, Beaumont et Ribes (confluence).
La confluence se fait en rive droite de la Beaume près du hameau de Louriol, au point de rencontre des trois communes de Beaumont, Ribes et Sanilhac (qui tient la rive gauche de la Beaume).
Soit en termes de cantons, la Drobie prend source dans le canton de Valgorge, passe dans le canton de Joyeuse, puis fait la limite entre les deux cantons. Ces deux cantons font partie de l'arrondissement de Largentière. À partir de 2015, ces cantons disparaissent pour se joindre au Canton des Vans.

### Bassin versant
La Drobie fait partie du bassin de la rivière Baume, de 244 km2. Le couvert végétal de ce bassin versant est constitué à 86,68 % de « forêts et milieux semi-naturels », à 12,71 % de « territoires agricoles », et à 0,45 % de « territoires artificialisés ».

### Organisme gestionnaire
L'organisme gestionnaire est le Syndicat Rivières Beaume-Drobie, créé en 1984 et sis à Lablachère.
Les communes du bassin versant ont doté le syndicat de la compétence NATURA 2000 pour le site B26 Cévennes ardéchoises, partie rivière, pour une superficie de 1 749 hectares.

## Affluents
La Drobie a dix affluents référencés :
- Ruisseau de Rochesauve (rg[note 2]), 3,9 km sur la commune de Sablières ;
- Ruisseau du Palier (rd), 1,3 km sur la commune de Sablières ;
- Rivière de Sézuin (rd), 4,6 km sur les communes de Saint-Pierre-Saint-Jean (source) et Sablières (confluence), avec deux affluents :
  - Ruisseau du Chastagnier (rg), 2,5 km sur les communes de Saint-Pierre-Saint-Jean (source) et Sablières (confluence) ;
  - Ruisseau du Mas (rg), 2,8 km sur les communes de Montselgues (source) et Sablières (confluence) ;
- Rivière des Ondes (rg), 5,8 km sur la commune de Sablières, avec un affluent :
  - La Gironne (rg), 4,8 km sur la commune de Sablières ;
- Ruisseau de Sueille (rg), 8,8 km sur les communes de Sablières (source), Dompnac et Saint-Mélany (confluence), avec deux affluents :
  - Ruisseau des Baumes (rg), 2,6 km sur la commune de Dompnac, lui-même avec un affluent :
    - Ruisseau de Sansibouge (rg), 1,6 km sur la commune de Dompnac ;

  - Ruisseau du Pioule (rg), 3,1 km sur la commune de Dompnac, lui-même avec deux affluents :
    - Ruisseau Baume Neyre (rg), 1,1 km sur la commune de Dompnac ;
    - Ruisseau des Crozes (rg), 1,3 km sur la commune de Dompnac ;
- Ruisseau de Pourcharesse (rg), 7,1 km sur les communes de Dompnac (source) et Saint-Mélany (confluence), avec trois affluents :
  - Ruisseau de l'Ubac (rg), 1,6 km sur les communes de Dompnac (source) et Saint-Mélany (confluence) ;
  - Ruisseau de Bolze (rg), 3,5 km sur les communes de Saint-Mélany (source) et Beaumont (confluence) ;
  - Le Rieu (rg), 1,3 km sur la commune de Saint-Mélany ;
- Ruisseau de Chamblat (rg), 2,3 km sur les communes de Saint-Mélany (source) et Beaumont (confluence) ;
- Ruisseau du Pont (rd), 2,3 km sur la commune de Saint-André-Lachamp ;
- Ruisseau de Charaix (rd), 2,4 km sur la commune de Saint-André-Lachamp ;
- Ruisseau de Ribouna (rg), 3,6 km sur la commune de Beaumont.

Le rang de Strahler est donc de quatre.

## Hydrologie
La rivière, comme la Beaume, l'Ardèche ou le Chassezac, présente des fluctuations saisonnières de débit typiques d'un régime pluvial cévenol, avec des hautes eaux d'automne-hiver, prolongées au printemps par la fonte des neiges et les pluies suivies d'une baisse rapide du débit aboutissant à une courte période d'étiage en juillet-août. Certains étés secs la réduisent à un mince filet d'eau.
Les crues peuvent être extrêmement importantes, suivant en cela le modèle cévenol.

## Tourisme

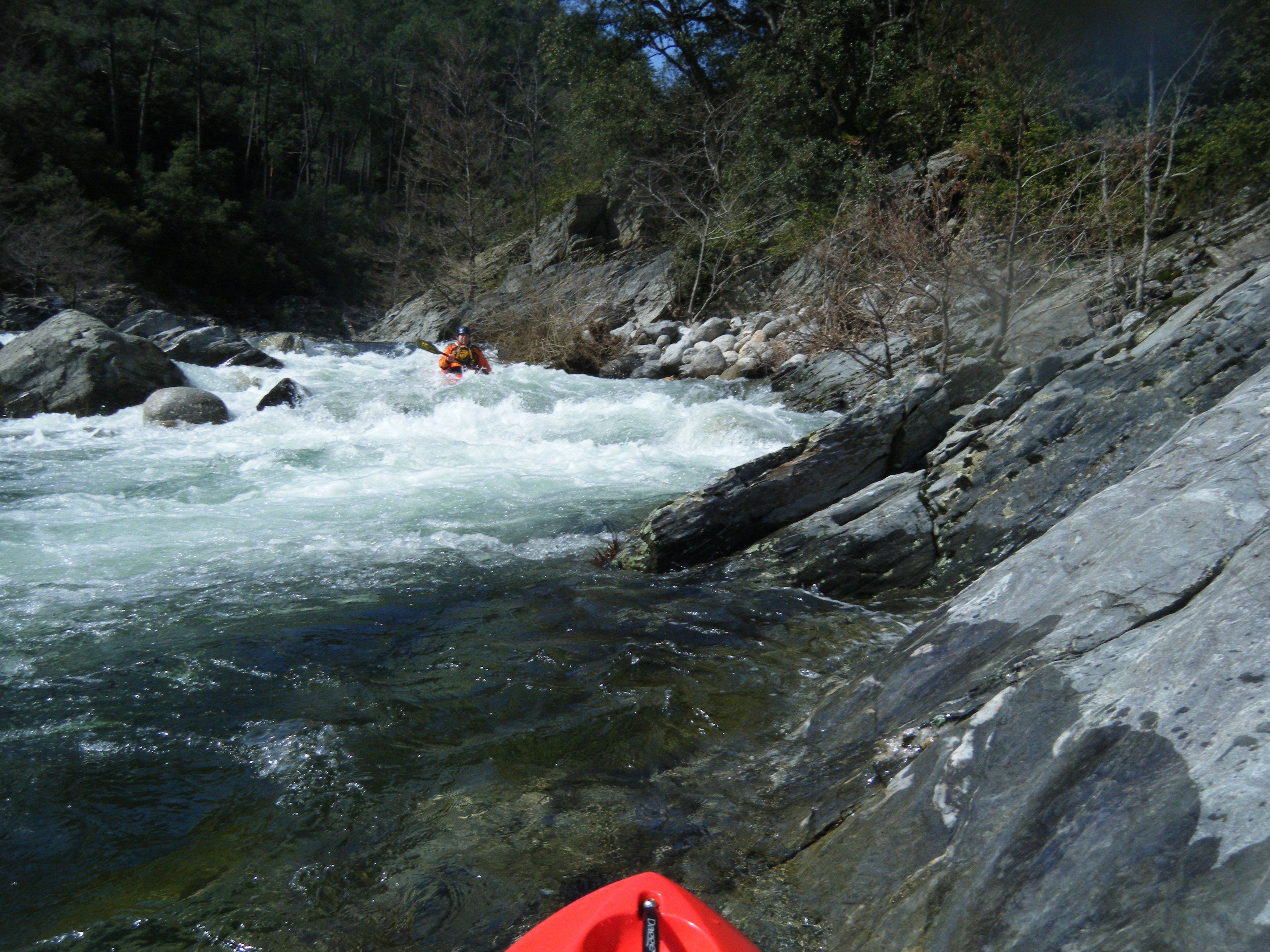
Passage d'un rapide en kayak.

Selon la saison et le niveau de l’eau, on peut pratiquer la pêche, le kayak, ainsi que la baignade depuis les plages de sable.

## Protections environnementales
Le cours de la Drobie dans son entier est inclus dans deux zones protégées :
la zone naturelle d'intérêt écologique, faunistique et floristique (ZNIEFF) continentale de type 2 de l'« Ensemble fonctionnel formé par l’Ardèche et ses affluents (Ligne, Baume, Drobie, Chassezac…) », soit 22 630,21 ha ;
le Parc naturel régional des « Monts d'Ardèche ».
Plusieurs autres zones protégées couvrent partiellement son cours.

## Galerie de photos

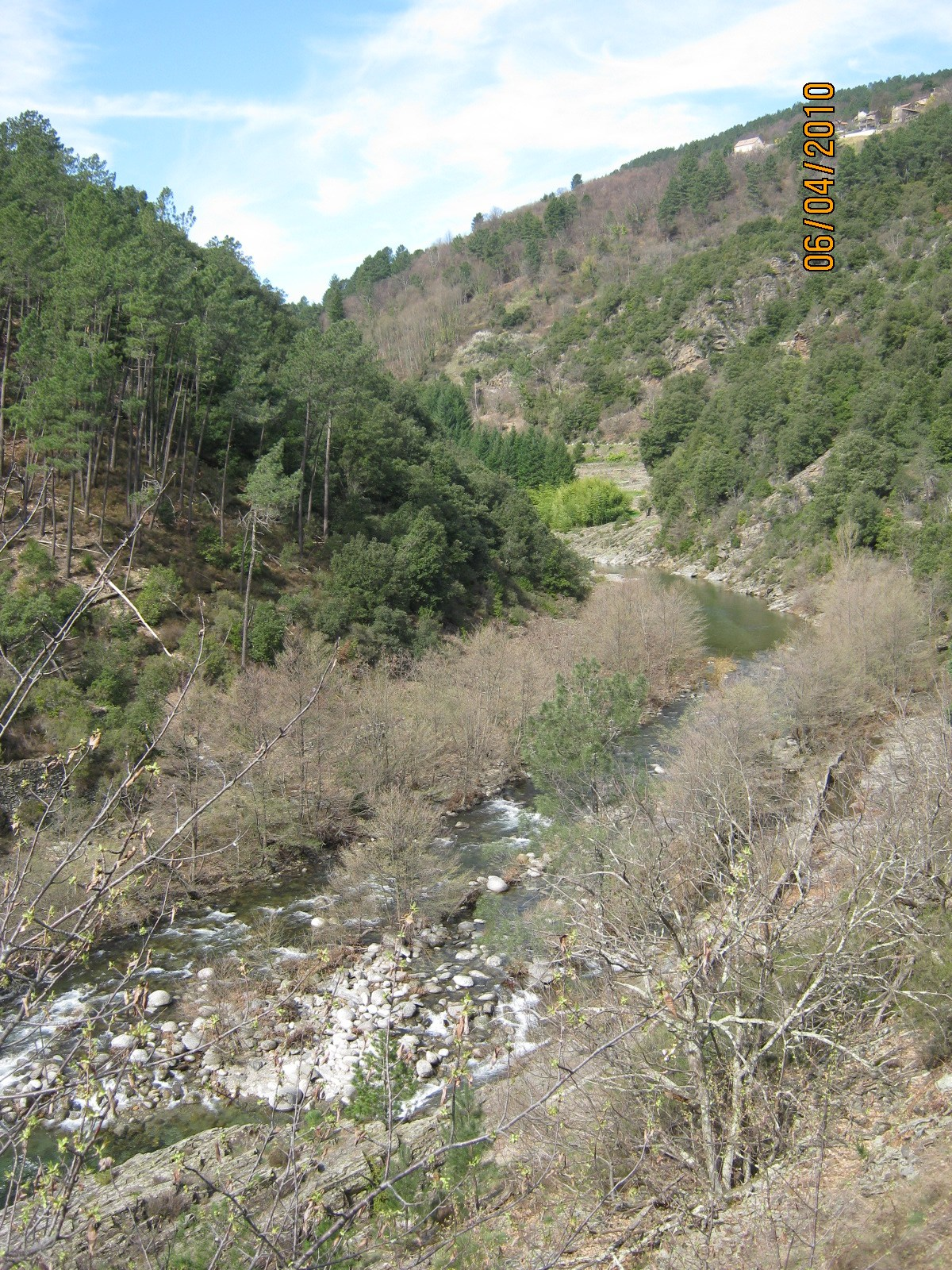
Vallée de la Drobie, Saint-Mélany
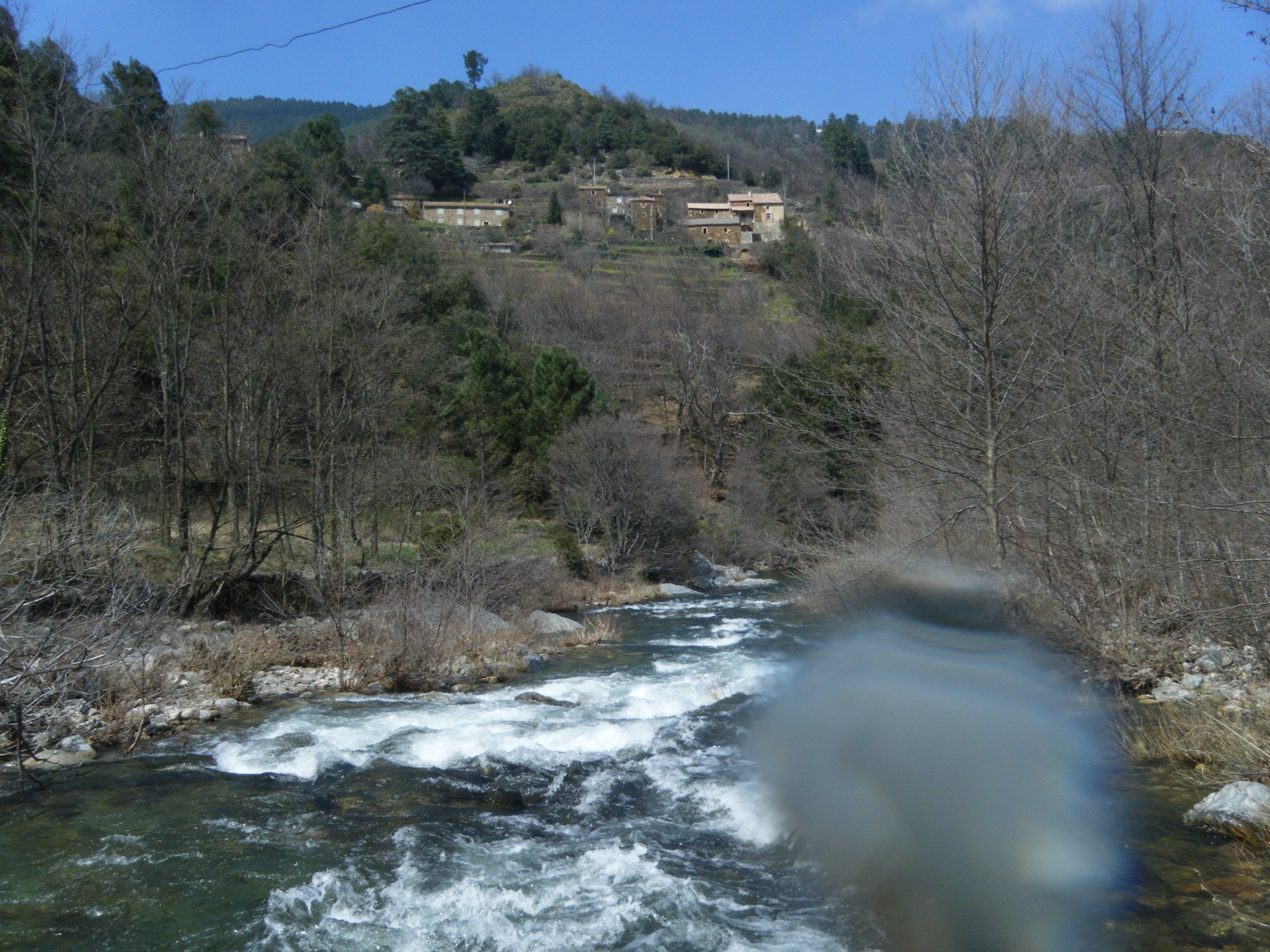